# WUWA
Wystawa mieszkaniowa WUWA (WuWa, niem. Wohnungs- und Werkraumausstellung = Wystawa mieszkania i miejsca pracy) we Wrocławiu – zorganizowana w 1929 przez śląski związek Deutscher Werkbund w dzielnicy Dąbie w pobliżu parku Szczytnickiego (obecne ulice Tramwajowa, Edwarda Dembowskiego, Mikołaja Kopernika i Zielonego Dębu) oraz na terenach targowych przylegających do Hali Stulecia.
W wystawie wzięli udział zarówno awangardowi, jak umiarkowani architekci, uczestnikami byli jednak jedynie lokalni działacze Werkbundu. Do organizacji wystawy najbardziej przyczynił się Heinrich Lauterbach, założyciel śląskiego związku Werkbundu. Wraz z Adolfem Radingiem przejął kierownictwo artystyczne wystawy.
Celem wystawy było przedstawienie propozycji w zakresie małych i średnich mieszkań, nowej formy domów, uwzględniając aspekty technologiczne. Wybudowane budynki miały być tanie; starano się, by każdy użytkownik mieszkania otrzymał własne pomieszczenie do spania, odizolowane od innych.
Budowę osiedla sfinansowało Towarzystwo Osiedlowe Wrocław S.A. (Siedlungsgesellschaft Breslau A.G.), które następnie wynajmowało wzniesione nieruchomości.

## Architektura
Na wystawie zaprezentowano 32 z 37 planowanych początkowo budynków mieszkalnych: modelowe domy jednorodzinne wolno stojące, bliźniacze i szeregowe, różne formy budynku wielorodzinnego, ponadto rozebrane po wystawie przykładowe biura i gospodarstwo rolne. Adolf Rading zaprojektował awangardowy wieżowiec, z powodu protestów administracji budowlanej zbudowany jednak jako budynek czteropiętrowy. Szczególnie interesującym obiektem wystawy jest dom dla samotnych i młodych małżeństw projektu Scharouna, jeden z pierwszych zrealizowanych budynków typu split levels w skali światowej. Również wyposażenie wnętrz poszczególnych obiektów zostało specjalnie zaprojektowane, m.in. przez Annę Rading, Josefa Vineckiego i Li Vinecky-Thorn. Autorem projektu prezentacji w pawilonie wystawowym był Johannes Molzahn.
Architektura osiedla jest niejednorodna – budynki noszą cechy pozwalające je przypisać do funkcjonalizmu podziałów prostopadłościennych, jak i do stylu międzynarodowego, architektury organicznej, białej architektury czy nurtu „kolorowych miast”.
W odróżnieniu od wystawy Werkbundu w Weißenhofie pamiętano o zorganizowanych terenach rekreacyjnych, zagospodarowaniu przestrzeni przydomowych (ogrody zaprojektowane przez architektów zieleni), a nawet zbudowano modelowe przedszkole. Plan osiedla był jednak chaotyczny, orientacja budynków stosunkowo przypadkowa, a one same wykazywały znaczne niedostatki funkcjonalne. Mimo to wystawa odbiła się szerokim echem w czasopismach fachowych i prasie codziennej tamtego okresu, a niektóre realizacje (w szczególności domy jednorodzinne) zyskały uznanie krytyków.

## Osiedle po zakończeniu wystawy
Po wojnie domy jednorodzinne i mniejsze budynki wielorodzinne zostały oddane w wieczyste użytkowanie osobom prywatnym, które dokonały na własną rękę pewnych zmian w architekturze obiektów. Jeden z domów zburzono, aby uzyskać miejsce na boisko; dziś miejsce to służy jako parking. Największe budynki wielorodzinne, Scharouna i Radinga, używane są z kolei jako hotel (ostatnio remontowany) oraz akademik.
W lipcu 2006 roku w zagadkowych okolicznościach spłonęło modelowe drewniane przedszkole przy ulicy Wróblewskiego. Miasto zobowiązało właściciela działki do odbudowania przedszkola zgodnie z przedwojennymi planami. Odbudowę zakończono w styczniu 2014 r.
W 2020 roku osiedla Werkbundu, w tym WUWA, otrzymały Znak Dziedzictwa Europejskiego, przyznany przez Komisję Europejską.

## Uczestnicy wystawy
| - Theodor Effenberger - Moritz Hadda - Paul Häusler - Paul Heim i Albert Kempter - Emil Lange - Heinrich Lauterbach | - Ludwig Moshamer - Adolf Rading - Hans Scharoun - Gustav Wolf |

## Osiedle budynków wystawy
| Budynek      | Adres                    | Opis | Stan obecny | Projektanci | Zdjęcie |
| ------------ | ------------------------ | --- | --- | --- | ------- |
| Dom nr 1     | ul. Tramwajowa 2         | Galeriowy dom czynszowy z poczekalnią dla oczekujących na tramwaj. Na trzech kondygnacjach mieszkalnych rozmieszczono 12 mieszkań o powierzchni 48 m² i 6 mieszkań o powierzchni 60 m², każda kondygnacja mieści sześć różnych wariantów mieszkań.                                          | Dom mieszkalny, dawna poczekalnia została zaadaptowana na kawiarnię | Budynek: Paul Heim i Albert Kempter Ogród: Erich Vergin |         |
| Dom nr 2     | ul. Wróblewskiego 18     | Parterowy budynek z płaskim dachem i doświetlającym wnętrze świetlikiem, o drewnianej konstrukcji przeznaczony na przedszkole dla 60 dzieci. | Budynek spłonął w nocy z 6 na 7 lipca 2006 r., odbudowany w 2013 z przeznaczeniem na siedzibę Centrum Szkoleniowo-Informacyjnego Dolnośląskiej Okręgowej Izby Architektów, które otwarto 21 stycznia 2014. Projekt rekonstrukcji wykonał Zbigniew Maćków. | Budynek: Paul Heim i Albert Kempter Ogród: Erich Vergin |         |
| Dom nr 3–6   | ul. Tramwajowa 2a        | Wieloklatkowy, ośmiorodzinny dom czynszowy | Dom mieszkalny | Budynek: Gustav Wolf Wnętrze: Ulrich Stein, Albert Müller, Rudolf Mestel i inni Ogród: Erich Vergin |         |
| Dom nr 7     | ul. Tramwajowa 2b        | Czteropiętrowy dom czynszowy | Budynek znacznie przebudowany w stosunku do pierwotnej postaci. Do 2016 r. służył jako dom studencki „Pancernik” Uniwersytetu Wrocławskiego, obecnie własność prywatna.                                                                                   | Budynek: Heinrich Lauterbach Wnętrze: Adolf Rading, Josef Vinecký, Li Vinecký-Thon |         |
| Dom nr 8     | ul. Tramwajowa           | Garaże – budynek nie został zrealizowany | | Adolf Rading |         |
| Dom nr 9–22  | ul. Tramwajowa 4–30      | Zespół trzynastu szeregowych jednorodzinnych domów mieszkalnych (nr 10–22) oraz czterorodzinny czynszowy dom narożny (nr 9) | Domy mieszkalne | Budynek: Emil Lange (nr 9), Ludwig Moshamer (nr 10–12), Heinrich Lauterbach (nr 13–15), Moritz Hadda (nr 16–17), Paul Häusler (nr 18–20), Theo Effenberger (nr 21–22) Wnętrze: Emil Lange, Paul Heim, Eugen Weigt, Hilda Krebs (nr 9), H.E. Fritsche, Pohl Oels (nr 10 –12), Heinrich tischler (nr 16–17), Paul Häusler (nr 18–20), Ulrich Roediger (nr 21–22) Ogród: Erich Vergin (nr 9), Paul Hatt (nr 10–15 i 21–22) |         |
| Dom nr 23–25 | ul. Tramwajowa           | Szeregowy dom czynszowy – nie został zrealizowany | | Theo Effenberger |         |
| Dom nr 26–27 | ul. Dembowskiego 11/13   | Jednopiętrowy dom dwurodzinny z garażami, oba mieszkania o powierzchni 185 m² | Dom mieszkalny – własność prywatna | Budynek: Theo Effenberger Wnętrze: Ulrich Stein Ogród: Paul Hatt |         |
| Dom nr 28    | ul. Dembowskiego 9       | Jednopiętrowy dom jednorodzinny z garażem, przeznaczony dla 6–7-osobowej rodziny ze służącą | Dom mieszkalny – własność prywatna | Budynek: Emil Lange Wnętrze: Wilhelm Stephan, Hilda Krebs, Emil Lange Ogród: Kurt Schütze |         |
| Dom nr 29–30 | ul. Zielonego Dębu 23/25 | Jednopiętrowy dom dwurodzinny dla siedmioosobowej rodziny | Dom mieszkalny – własność prywatna | Budynek: Paul Häusler Wnętrze: Paul Häusler, Fritz Kleeman Ogród: Julius Schütze |         |
| Dom nr 31    | ul. Kopernika 9          | Dom hotelowy dla bezdzietnych małżeństw i osób samotnych. Dwupiętrowy budynek, który tworzyły dwa skrzydła, pierwsze przeznaczone dla bezdzietnych małżeństw posiadało 32 mieszkania o powierzchni 37 m² z balkonami, drugie dla osób samotnych mieściło 32 mieszkania o powierzchni 27 m². | Obecnie w budynku mieści się hotel | Budynek: Hans Scharoun Wnętrze: Hans Scharoun |         |
| Dom nr 32–33 | ul. Kopernika 7/8        | Jednopiętrowy dom dwurodzinny z dwuspadowym dachem. Dom nr 32 przeznaczony dla artysty z rodziną, posiadał pomieszczenie przeznaczone na pracownię na poddaszu. Dom nr 33 przeznaczony był dla rodziny ze służącą                                                                           | Budynek został rozebrany w latach 60 XX wieku | Budynek: Gustav Wolf Ogród: Fritz Hanisch |         |
| Dom nr 34    | ul. Zielonego Dębu       | Dom jednorodzinny – budynek nie został zrealizowany | | Heinrich Lauterbach |         |
| Dom nr 35    | ul. Zielonego Dębu 17    | Budynek jednorodzinny dla dyrektora fabryki lub wyższego urzędnika i jego czteroosobowej rodziny i służącej. | Dom mieszkalny – własność prywatna | Budynek: Heinrich Lauterbach Wnętrze: Heinrich Lauterbach, Anna Rading Ogród: Julius Schütze |         |
| Dom nr 36    | ul. Zielonego Dębu 19    | Dom jednorodzinny przeznaczony dla pracownika umysłowego i jego rodziny. | Dom mieszkalny – własność prywatna | Budynek: Moritz Hadda Wnętre: Moritz Hadda, Martin Rosenstein, Anna Rading Ogród: Moritz Hadda |         |
| Dom nr 37    | ul. Zielonego Dębu 21    | Dom jednorodzinny przeznaczony dla wyższego urzędnika, kupca lub osoby wykonującej wolny zawód. | Dom mieszkalny – własność prywatna | Budynek: Ludwig Moshamer Wnętrze: Ludwik Moshamer, H.E. Fritsche Ogród: Julius Schütze |         |

## Literatura
- Jadwiga Urbanik, WUWA 1929–2009. Wrocławska wystawa Werkbundu, Wrocław 2009.